# Chelsea Cain

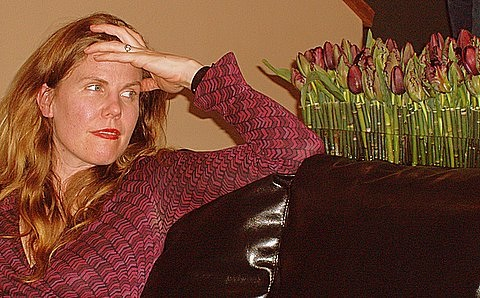
Chelsea Cain, em foto de 2006.

Chelsea Cain é uma jornalista e roteirista americana, que se tornou conhecida em 2007 após a publicação de seu primeiro romance, Heartsick. No livro, introduziria o detetive Archie Sheridan e a assassina Gretchen Lowell, que protagonizariam outros 5 diferentes livros até 2013.
Em 2014, deu início a uma nova série de livros, protagonizada por uma nova personagem chamada Kit "Kick" Lannigan, e cujo primeiro romance era intitulado One Kick. No ano seguinte, foi anunciada pela Marvel Comics como a roteirista da série Mockingbird, protagonizada pela heroína de mesmo nome. A revista fazia parte da iniciativa editorial "All-New, All-Different Marvel" e teve oito edições ilustradas por Kate Niemczyk e publicadas pela editora até ser cancelada.
Por seu trabalho em Mockingbird, Cain foi indicada ao Eisner Award de "Melhor Escritora", e a revista, por sua vez, foi indicada ao prêmio na categoria de "Melhor Nova Série".